# Stephan Waser
Stephan Waser   (10 de març de 1920 - 19 de juny de 1992) fou un pilot de bob suís que va competir en els anys posteriors a la Segona Guerra Mundial.
El 1952 va prendre part en els Jocs Olímpics d'Hivern d'Oslo, on disputà les dues proves del programa de bob. En ambdues guanyà la medalla de bronze. En el bobs a dos va formar equip amb Fritz Feierabend, mentre en el bobs a quatre el feu amb el mateix Feierabend, Albert Madörin i André Filippini. En el seu palmarès també destaquen tres medalles d'or i una de plata al Campionat del món de bob, entre 1947 i 1950.